# SN 1964N
SN 1964N – supernowa odkryta 11 września 1964 roku w galaktyce MCG +05-06-42. W momencie odkrycia miała maksymalną jasność 16,00m.